# Svarteskjeret (Masfjorden)
Ne doit pas être confondu avec Svarteskjeret.
Svarteskjeret est une île dans le landskap Sunnhordland du comté de Vestland. Elle appartient administrativement à Masfjorden.

## Géographie
Rocheuse et désertique, elle s'étend sur environ 29 m de longueur pour une largeur approximative maximale de 22 m. 